# Palpimanus orientalis
Palpimanus orientalis là một loài nhện trong họ Palpimanidae. Loài này được phát hiện ở Albanië en Griekenland.